# Юсуф аль-Мустагани
Абуль-Хаджадж аль-Мустагани Юсуф ибн Мухаммад (араб. أبو الحجاج "المستغني" يوسف بن محمد‎) известен как Юсуф II (? — 3 октября 1392) — 12-й эмир Гранады из династии Насридов.

## Биография
Сын эмира Гранады Мухаммада V, после смерти которого в 1391 году занимает престол в Гранаде. Опасаясь соперничества, Юсуф II при наследовании власти приказал схватить и умертвить своих трёх братьев. Во время своего короткого правления Юсуф II политически ориентировался на марокканских Маринидов.
Юсуф II оставил после себя память как миролюбивый правитель, покровитель науки и искусства. Несмотря на присущую ему осторожность, эмир Юсуф пал жертвой придворного заговора — он был брошен в тюрьму, а затем отравлен. Наследовал ему его сын Мухаммад VII.